# Mueyed Teyib
Mueyed Teyib, född 1957 i Duhok, södra Kurdistan, är en kurdisk lingvist, poet och journalist.

## Biografi
Mueyed Teyib föddes 1957 i staden Duhok, i norra Irak. Han var under en tid medlem i Peshmerga och kämpade mot Baathpartiets regim. Teyib lämnade sedan sitt land under en period på grund av Baathregimens förtryck, och bosatte sig i Sverige 1983.
Teyib började skriva poesi 1974. Hans dikter och litterära verk har publicerats i flera kurdiska tidningar. Han har även arbetat som journalist för flera tidningar, radio- och tv-stationer.
Han har deltagit i många litterära festivaler. Han var tidigare medlem i Kurdiska författarförbundet i irakiska Kurdistan och är för närvarande medlem i Kurdiska författarförbundet i Sverige. Mueyed Teyib är för närvarande chef för Spirez Publishing House och medlem i rådet för Kurdiska språkakademin i Erbil.